# Tołpar Ufa
Tołpar Ufa (ros. Толпар Уфа) – rosyjski klub hokeja na lodzie juniorów z siedzibą w Ufie.

## Historia
- Saławat 2 Jujałew Ufa (-2009)
- Tołpar Ufa (2009-)

Od 2009 drużyna występuje w rozgrywkach juniorskich MHL. Została pierwszym triumfatorem w historii tej ligi.
Zespół działa jako stowarzyszony z klubem Saławat Jułajew Ufa z seniorskich rozgrywek KHL.

## Sukcesy
- Brązowy medal MHL: 2010, 2011, 2020
- Pierwsze miejsce w Dywizji Powołże w sezonie zasadniczym MHL: 2011
- Pierwsze miejsce w Konferencji Wschód w sezonie zasadniczym MHL: 2011, 2020, 2025
- Pierwsze miejsce w sezonie zasadniczym MHL: 2011
- Pierwsze miejsce w Dywizji Srebrnej (Wschód) w sezonie zasadniczym MHL: 2025

## Szkoleniowcy
- Aleksandr Siemak (2009-2012)[2][3][4]
- Wiener Safin (2013-2015)[5][6]
- Alik Gariejew (2015-2017)[7]
- Konstantin Połozow (2017-2019)[8]
- Alik Gariejew (2017-2019)[9][10]
- Michaił Wasiljew (2019-2020)[11]
- Igor Griszyn (2020-2021)[12]
- Lew Bierdiczewski (2021-2022)[13][14]
- Władimir Potapow (2022-)[15]

W sztabie trenerskim Tołparu podjęli pracę: Nikołaj Cułygin, Dienis Chłystow, Kiriłł Kolcow.